# 10e régiment de ligne (Belgique)
Le 10e régiment de ligne  (en néerlandais : 10de Linieregiment) était une unité d'infanterie de la force terrestre des forces armées belges.

## Origines
Le 2e régiment de Namur est créé par un arrêté du régent le 16 octobre 1830 à partir du 18e régiment des forces armées du Royaume uni des Pays-Bas, créé à peine une année plus tôt. En effet, l'infanterie néerlandaise était répartie en dix-sept afdeeling, une dans chacune des provinces. Toutefois, le roi Guillaume Ier étant également grand-duc de Luxembourg et considérant ce dernier comme la dix-huitième province de son royaume, décida de placer son armée en garnison à Arlon et dans le château de Bouillon, tout en conservant l'état-major à Namur. Le commandement militaire du Luxembourg étant alors sous le contrôle prussien du général Frédéric Dumoulin, depuis la forteresse de la ville en vertu de l'appartenance du Grand-duché à la confédération germanique. Ainsi naquit la 18de afdeeling en 1829, dont la troupe des deux bataillons en poste dans le Luxembourg se joignit majoritairement aux révolutionnaires en suivant le mouvement de la participation luxembourgeoise à la révolution belge de 1830. Après l'indépendance de la Belgique, il est renommé « deuxième régiment de Namur », par opposition au « premier régiment de Namur » qu'était la 2de afdeeling, devenue le 2e régiment de ligne.
Le 25 novembre 1830, il est renommé en 10e régiment de Ligne. Durant la campagne des 10 jours, du 2 au 12 août 1831, son 3e bataillon participe aux combats à Oostham, Beringen, Kermpt (7 août), Kortessem (8 août).
En 1870, lors du conflit franco-prussien, ses trois premiers bataillons font partie de la 1re division du 1er corps de l'armée d'observation, le 4e bataillon à la division mobile du 2e corps de l'armée d'observation alors que le 5e bataillon relevait de l'Armée d'Anvers.

## Première Guerre mondiale
Mis sur pied de paix renforcé le 29 juillet 1914 et mobilisé le 31 juillet à 22.00 h, le régiment est dédoublé pour donner naissance au 30e régiment de ligne et fait partie de la 10e brigade mixte de la 4e division d'armée. Il est chargé de la défense de la Position fortifiée de Namur et plus particulièrement du secteur compris entre le fort de Marchovelette et le plateau de Boninne. Il combat pour la première fois le 20 août vers 10.00 h. Les 21 et 22 août, la position de Boninne subit les bombardements et une sortie contre l'artillerie est tentée le 22 août mais sans résultat. Le 23 août, écrasé par l'artillerie allemande et assailli par la Garde prussienne, il se replie sur Namur. Il échappe à l'encerclement et poursuit sa retraite vers le sud par Mariembourg, Cul-des-Sarts puis Éteignières en France. Le 26 août, il prend le train pour Rouen. Le 28 août, à Petit-Couronne, le 30e de ligne est réintégré au régiment à la suite des pertes subies : environ 1 250 morts, blessés ou disparus pour le 10e et environ 1 950 morts, blessés ou disparus pour le 30e de ligne.
Le 1er septembre 1914, le régiment embarque au Havre pour arriver le 3 septembre à Zeebruges. Là, il prend le train pour Hamme puis continue sa route à pied vers Kontich.
Les 26 et 27 septembre 1914, il lance une attaque sur Saint-Gilles puis Lebbeke.
Du 28 au 7 octobre 1914, il est chargé de la défense d'une portion de l'Escaut dans les environs de Briel et Baasrode. Dans la nuit du 7 au 8 octobre les manœuvres de retraite d'Anvers débutent et le régiment finit par prendre position à Keiem le 17 octobre. Le 18 octobre au matin, la position est lourdement attaquée et l'oblige à se replier.
À partir du 20 octobre, il occupe une position sur l'Yser à Oud-Stuyvekenskerke d'où il repoussera plusieurs incursions et subira quelques bombardements.
Du 1er novembre au 8 décembre 1914, il occupe le secteur de Pervijze. Il rejoint alors un cantonnement de repos à Wulveringem jusqu'au 22 décembre. Il est alors en position à Nieuport où il ne subira que des bombardements. Le 20 février 1915, il passe en repos à La Panne et reçoit le renfort de nouvelles recrues le 24 février, ce qui permet la constitution d'un 4e bataillon.
Le 28 février il est en position sur le secteur de Drie Grachten jusqu'au 13 mars où il participe à la garde côtière à La Panne.
Le 26 mars, il relève le 3e régiment de ligne sur le secteur Ramscapelle-Boitshoeke. Il est lui-même remplacé par le 3e régiment de Chasseurs à pied, le 17 octobre. Il occupe brièvement les tranchées à Zwinstal, entre Dixmude et Drie Grachten, le long du canal de l'Yser (secteur de Fort Knocke). Le 26 octobre, il est relevé par le 7e régiment de Ligne. À partir du 4 décembre, il prend la relève du 2e régiment de Carabiniers dans le secteur de Dixmude. Il y subit un lourd bombardement le 2 mai 1916. Le 14 avril, le colonel Baltia prend le commandement du régiment. Le 25 mai, il retourne dans le secteur de Ramscapelle. Le 27 décembre, le régiment est dédoublé pour former le 20e de Ligne à partir des 3e et 4e bataillon, d'une compagnie du 1er et 4e bataillons, d'une compagnie de mitrailleuses et d'une compagnie du 11e régiment de Ligne. Les deux régiments forment ainsi la 10e brigade. Le 20 mars 1917, le régiment est mis au repos à Bray-Dunes. Du 15 mai au 6 juillet, il occupe le secteur de Steenstraete. Il s'ensuit une période de repos et d'exercices en France. Le 17 novembre, il remonte au front dans le secteur de Merckem, sous-secteur de Luyghem jusqu'au 26 novembre. Du 5 décembre au 1er février 1918, il prend la relève du 110e régiment d'infanterie français dans le sous-secteur de Bixschoote. Du 27 mars au 17 avril 1918, il occupe le secteur de Boesinghe puis d'Elverdinge. Du 28 juin au 28 septembre, il est de retour dans la zone de Dixmude. Les 28 et 29 septembre, il participe à l'assaut des crêtes de Flandres et atteint tous ses objectifs (dont le village d'Eessen). Le 14 octobre, l'offensive libératrice se poursuit avec le franchissement de la Flandern Stellung et l'attaque de Kortemark. Le 16 octobre, il dépasse Torhout. Le 21 octobre, il est à Aalter. Le 2 novembre, il est à Zwijnaarde au sud de Gand. Il y prépare un assaut sur l'Escaut, qui n'aura jamais lieu puisque le 11 novembre, l'Armistice est signé.
Ses pertes totales pour le premier conflit mondial s'élèvent à 1 500 hommes tués sur un effectif de 3500.

## Entre-deux-guerres
Le 20 avril 1920, le 2e bataillon quitte sa garnison d'Arlon pour Francfort pour participer à l'occupation de l'Allemagne.
Par l'arrêté royal du 10 mars 1933, le 10e de Ligne est dissous pour devenir le régiment de Chasseurs ardennais qui sera rapidement divisé en trois régiments.

## Drapeau
Il reçoit son drapeau à Louvain le 22 décembre 1831 des mains du roi Léopold Ier. Il porte les inscriptions suivantes :
- Namur[1],
- Termonde[2],
- Yser[3],
- Eessen[4],
- Kortemark[5]

Il porte également la fourragère de l'ordre de Léopold.
Il est transmis au régiment de chasseurs ardennais jusqu'à sa division en trois régiments le dimanche 16 septembre 1934 date à laquelle ces derniers reçoivent leur propre drapeau. Celui du 10e de Ligne est quant à lui transféré au Musée de l'armée.

## Sources
- (nl) Site sur les différents régiment belges entre 1830 et 1914
- (nl) Commandant Luc Lecleir; Belgische Krijgsmacht - Emblemen en eervolle vermeldingen van de Eenheden, Bruxelles, 1972
- J. Georges Swillen, Historique du 10e régiment de ligne, Bruxelles, Wellens-Pay, 1939, 312 p. (lire en ligne)
- Commandant Massonnet, Historique du 10e de Ligne du 1er août 1914 au 30 novembre 1918, Imprimerie Bourger, Arlon, 1919